# طارق مختار
طارق مختار سعيد (من مواليد 26 يناير 1983) هو لاعب كرة قدم سوداني يلعب في مركز الدفاع. لعب لعدة أندية محلية بارزة في الدوري السوداني الممتاز، ويُعد من العناصر المخضرمة في الملاعب السودانية. يلعب حاليًا في صفوف نادي المريخ، أحد أعرق الأندية في السودان. تميز بأدائه الدفاعي الصلب ومشاركاته المستمرة في المنافسات المحلية.

## الحياة الشخصية وبداية المسيرة
وُلد طارق مختار سعيد في 26 يناير 1983 في السودان. بدأ مسيرته الكروية مع نادي الأمل عطبرة في عام 2004، حيث لعب في صفوفه حتى عام 2006. في عام 2007، انتقل إلى نادي الهلال، ثم عاد إلى الأمل عطبرة في الفترة من 2008 حتى 2009.

## المسيرة المهنية
انتقل طارق مختار من نادي الأمل عطبرة إلى نادي المريخ في ديسمبر من عام 2009، في صفقة انتقال كانت ذات أهمية كبيرة بالنسبة له وللنادي. وقد تمكن مختار من إثبات نفسه سريعًا مع الفريق الجديد، حيث سجل أول أهدافه مع المريخ في دوري كرة القدم السوداني خلال مباراة ضد فريق جزيرة الفيل. جاء هدفه في الدقيقة الأخيرة من المباراة، مما ساهم في تحقيق فوز ثمين للمريخ بنتيجة 3-0. هذا الهدف لم يكن فقط لحظة حاسمة في المباراة، بل كان أيضًا بداية لمساهمة مختار الفعالة في صفوف نادي المريخ خلال المواسم التالية.

## المسيرة الدولية
كان طارق مختار عضوًا في منتخب السودان الوطني لكرة القدم، وسجل هدفه الأول مع المنتخب في مباراة ودية ضد فلسطين انتهت بالتعادل 1–1 في مدينة أم درمان.

### الأهداف الدولية
تُدرج النتائج والأهداف مع تقدم أهداف السودان أولاً.
| الرقم | التاريخ      | الملعب                          | الخصم  | النتيجة | النتيجة النهائية | المسابقة    |
| ----- | ------------ | ------------------------------- | ------ | ------- | ---------------- | ----------- |
| 1.    | 4 يونيو 2010 | استاد الخرطوم، الخرطوم، السودان | فلسطين | 1–0     | 1–1              | مباراة ودية |